# Schedlarius mexicana
Schedlarius mexicana is een keversoort uit de familie snuitkevers (Curculionidae). De wetenschappelijke naam van de soort werd in 1886 gepubliceerd door Eugenio Dugès.